# Jessica Simpson
Jessica Ann Simpson (ur. 10 lipca 1980 w Abilene, Teksas) – amerykańska piosenkarka, aktorka, projektantka mody i businesswoman. Córka Joego i Tiny Simpsonów oraz starsza siostra Ashlee Simpson.

## Życiorys

### Życie prywatne
W wieku 19 lat poznała swojego przyszłego męża Nicka Lacheya. W 2002 roku para pobrała się. Wkrótce w amerykańskiej stacji MTV wystartował program Newlyweds: Nick and Jessica, w którym wszyscy mogli podglądać życie małżeństwa. W 2005 roku w listopadzie ogłosiła, że jest w separacji ze swoim mężem, a w 2006 rozwiodła się z nim.
W 2007 roku głośno było o jej związku z Johnem Mayerem. Para rozstała się parę miesięcy później. Od listopada 2007 do czerwca 2009 roku spotykała się ze sportowcem Tonym Romo.
W 2010 Simpson ogłosiła swoje zaręczyny z Erikiem Johnsonem. Pobrali się w lipcu 2014. Mają troje dzieci: córki Maxwell Drew (ur. 1 maja 2012) i Birdie Mae (ur. 19 marca 2019) oraz syna Ace’a Knute’a (ur. 30 czerwca 2013).

### Działalność artystyczna
Zadebiutowała na scenie międzynarodowej w wieku 19 lat płytą Sweet Kisses. Promował ją singel „I Wanna Love You Forever”. Album ostatecznie dotarł na 25. miejsce listy U.S. Billboard 200. W 2004 roku na rynku ukazała się trzecia płyta Simpson zatytułowana In This Skin. Album okazał się sukcesem komercyjnym, sprzedał się w 7 milionach egzemplarzy.
Pod koniec sierpnia 2006 roku wyszedł jej kolejny album A Public Affair, który promował singiel o tym samym tytule. Nie licząc Stanów Zjednoczonych i Kanady, gdzie płyta pokryła się złotem album przeszedł bez echa. Po dwóch latach Jessica wyznała: Nie powinnam wtedy wchodzić do studia. W międzyczasie zagrała w następnym filmie Pracownik miesiąca.
W 2007 roku zaprezentowała swoją kolekcję ubrań, która cieszyła się dużą popularnością.
Na początku 2008 roku zapowiedziała, że nagrywa nowy album, tym razem w stylistyce country. W maju wydała singel „Come On Over”, zaś 9 września pojawiła się płyta Do You Know. Album uzyskał w miarę pozytywne recenzje, lecz sprzedaż była mniej zadowalająca. Album dotarł do 1 miejsca w zestawieniach U.S. Billboard Top Country Albums i Canada Top 50 Country Albums oraz 4. na liście U.S. Billboard, jednak szybko opuścił listy, a sprzedaż światowa nie przekroczyła 150 000 egzemplarzy.

### Projektantka mody
Zajęła się również działalnością jako projektantka mody. W 2010 r. wartość sprzedaży jej kolekcji ubrań osiągnęła 750 mln dolarów.

## Filmografia
- 2009: The Witness
- 2008: The Love Guru jako ona sama
- 2008: Blondynka w koszarach jako Megan Valentine
- 2007: Wpadka jako ona sama
- 2007: Blonde Ambition jako Katie Gregerstitch
- 2006: Pracownik miesiąca jako Amy
- 2005: Walk On
- 2005: Diukowie Hazzardu jako Daisy Duke
- 2002: Mistrz kamuflażu jako ona sama

### Gościnnie
- 2014: Funny or Die Presents jako Daisy Duke
- 2010: Ekipa jako Jessica Simpson
- 2002-2003: Strefa mroku jako Miranda Evans
- 1998-2006: Różowe lata siedemdziesiąte jako Annette

## Dyskografia

### Albumy
| Rok  | Tytuł                        | Informacje                                                                                       |
| ---- | ---------------------------- | ------------------------------------------------------------------------------------------------ |
| 1999 | Sweet Kisses                 | - Pierwszy album studyjny - Sprzedaż na świecie: 4 000 000 egz. - Sprzedaż w USA: 2 000 000 egz. |
| 2001 | Irresistible                 | - Drugi album studyjny - Sprzedaż na świecie: 3 000 000 egz. - Sprzedaż w USA: 800 000           |
| 2002 | This Is the Remix            | - Pierwszy album z remiksami - Sprzedaż na świecie: 50 000 egz. - Sprzedaż w USA: 28 000 egz.    |
| 2003 | In This Skin                 | - Trzeci album studyjny - Sprzedaż na świecie: 7 000 000 egz. - Sprzedaż w USA: 4 000 000 egz.   |
| 2004 | Rejoyce: The Christmas Album | - Pierwszy album świąteczny - Sprzedaż na świecie: - Sprzedaż w USA:                             |
| 2006 | A Public Affair              | - Czwarty album studyjny - Sprzedaż na świecie: 800 000 egz. - Sprzedaż w USA: 500 000 egz.      |
| 2008 | Do You Know                  | - Piąty album studyjny - Sprzedaż na świecie: 101 000 egz. - Sprzedaż w USA: 69 000 egz.         |

### Single
- 2008: Remember That
- 2008: Come On Over
- 2006: I Belong To Me
- 2006: A Public Affair
- 2005: These Boots Are Made For Walkin’ feat. Willie Nelson
- 2004: Angels
- 2004: Take My Breath Away
- 2004: With you
- 2003: Sweetest Sin
- 2002: Irresistible (So So Def Remix feat. JD & Lil Bow Wow)
- 2001: When You Told Me You Loved Me
- 2001: A Little Bit
- 2001: Irresistible
- 2000: I Think I’m In Love With You
- 2000: Where You Are feat. Nick Lachey
- 1999: I wanna love you forever